# باختيتشا
باختيتشا (بالإنجليزية: Bakhtaychoue)‏ هَو أول رَئيس لِبيت الحِكمة، عاشَ بين القَرنين السابع والثامن في العَصر الإسلامي، كانَ له دور كَبير في الترجمة من اليونانية واللغات الاُخرى للغة العَربية.